# Wilhelm Wandschneider

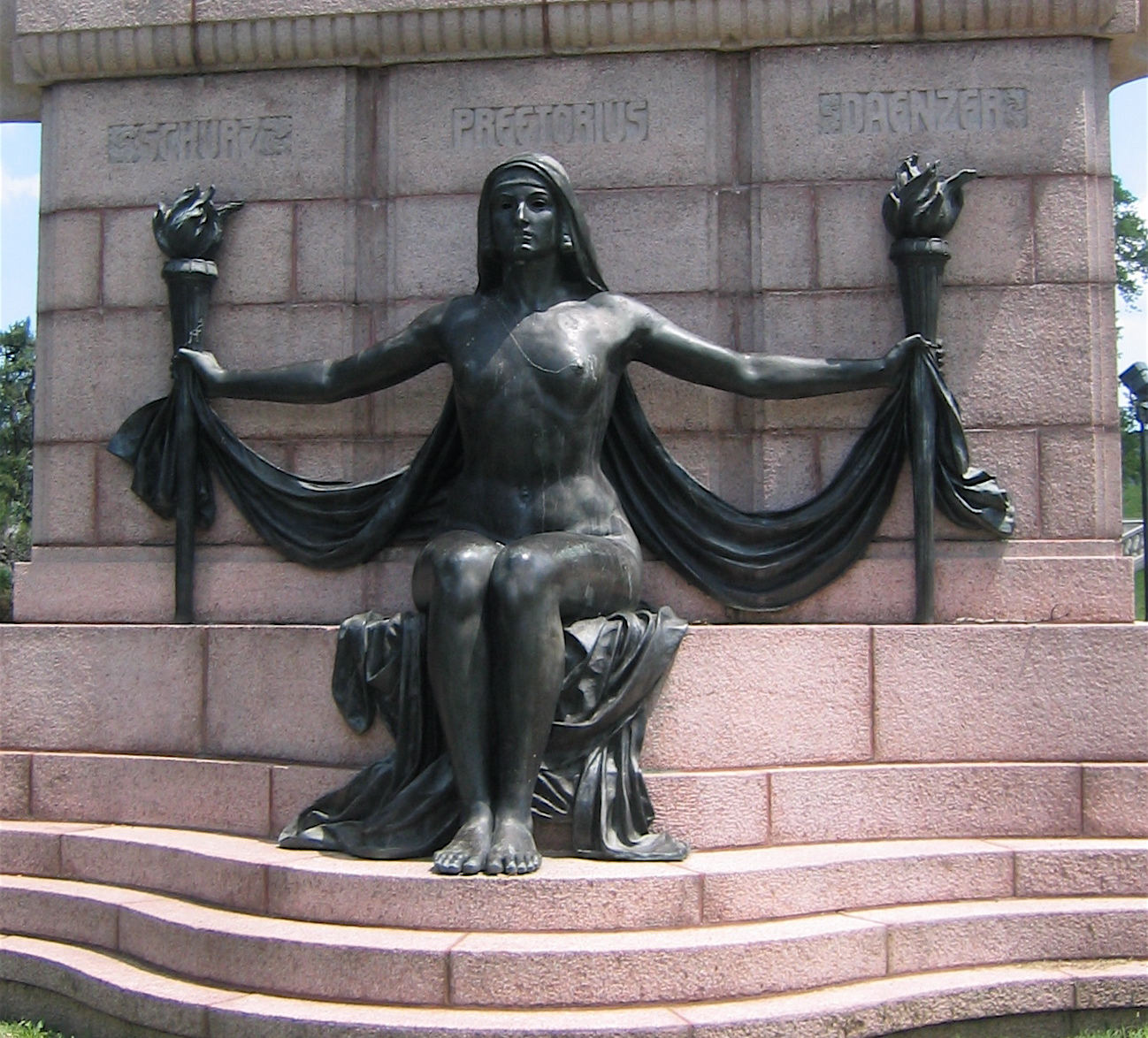
Wilhelm Wandschneider: Naked Truth, Saint Louis, 1914.

Wilhelm Georg Johannes Wandschneider, född 6 juni 1866 i Plau am See, död där 23 september 1942, var en tysk skulptör.
Wilhelm Wandschneider studerade från 1886 till 1894 vid Berlins konstakademi, där Albert Wolff, Fritz Schaper och Gerhard Janensch var hans lärare. 
År 1895 blev han elev av Reinhold Begas.

## Offentliga verk i urval
- Minnesmärke över statsmannen Adalbert Falk i Hamm (1905)
- Minnesmärke över författaren Fritz Reuter i Stavenhagen (1911)
- Minnesmärke över fältmarskalken Michail Barclay de Tolly i Riga (1913)
- Skulpturen Naked truth i Saint Louis (1914)[2]